# Гулямшаев, Гульмамад
Гульмамад Гулямшаев (тадж. Гулмамад Ғуломшоев, 1 мая 1909, Хорог, Хорогский район, Памирский уезд, Ферганская область, Российская империя — 9 декабря 1970, Душанбе, Таджикская ССР, СССР) — советский, таджикский военный и государственный деятель, участник Великой Отечественной войны. Кавалер ордена Отечественной войны I степени, двух орденов Красной Звезды и Красного Знамени, ордена «Знак почёта»; медалей «За взятие Берлина», «За освобождение Праги», «За победу над Германией в Великой Отечественной войне 1941—1945 гг.» и др.. Демобилизован из Вооружённых сил СССР в звании капитана 5 февраля 1946 года.

## Биография

### Ранние годы и начало трудовой деятельности
Гульмамад Гулямшаев родился в 1909 году (с 1950-х своим днём рождения стал указывать 1 мая 1909 г.) в Хороге (с 1932 город, областной центр Горно-Бадахшанской автономной области (ГБАО) ныне в Республике Таджикистан), на Памире Ферганской области Туркестанского генерал-губернаторства Российской империи в семье Гулямша Ашурмамадова, служившего в 1920-х годах председателем Хорогского революционного комитета.
В 1916 году поступил в русско-туземную школу, созданную при Памирском отряде со штаб-квартирой на Хорогском посту для обучения детей коренных жителей на Памире по программе начального образования. После установления на Памире советской власти отец, стремясь дать сыну образование, отдал его в интернат — 1-ю государственную школу на Памире.
В 1926 году поступил в Ташкентский институт просвещения (окончил в 1930 году) и стал членом ВЛКСМ.
Изначально Гульмамад Гулямшаев работал инспектором областного отдела народного образования (облОНО) ГБАО (1930—1932). В дальнейшем отличное владение русским языком и наличие организаторских способностей способствовали его карьерному росту: он был назначен на должность заместителя секретаря Сталинабадского горкома комсомола, затем работал в аппарате ЦК комсомола, далее — заведующим областного отдела народного образования облисполкома ГБАО (1932—1941).

### Призыв на военную службу и участие в отправке и управлении эшелонами на фронт
Гульмамад Гулямшаев был призван на действительную военную службу в 1941 году Сталинабадским городским военным комиссариатом Сталинабадской области Таджикской ССР. В исследованиях участия трудящихся ГБАО в Великой Отечественной войне имеется фрагмент:
Много заявлений поступило и от памирцев. Гульмамад Гулямшаев писал: „Прошу отправить меня на фронт сражаться для борьбы против германо-фашистской банды, посягнувшей на нашу Родину…“.
В начале Великой Отечественной войны на территории Таджикской ССР были сформированы новые войсковые части и дивизии, включая 4 таджикские национальные горно-кавалерийские дивизии — 20-я, 61-я, 63-я и 104-я . В 104-й дивизии лейтенант Гульмамад Гулямшаев был назначен командиром 1-го эскадрона 286-го полка. Несколько месяцев проходил военно-политическую подготовку.
В начале августа из Сталинабада на фронт отправляется первый эшелон 104-й кавалерийской дивизии под командованием лейтенанта Гульмамада Гулямшаева. Ещё месяц спустя Гулямшаев прибывает из Таджикской ССР на фронт уже с последним эшелоном и штабом 104-й кавалерийской дивизии в город Саратов.

### Участие в боевых действиях
В боевых действиях на фронтах Великой Отечественной войны Гулямшаев Гульмамад участвовал с 1942 года. Из Саратова лейтенант был отправлен на Брянский фронт в новой должности — командира взвода автоматчиков 49-й механизированной бригады. С 1 ноября 1942 года 49-я механизированная бригада будет участвовать в составе 5-го механизированного корпуса Брянского фронта, находясь некоторое время в резерве фронта, а с 4 декабря 1942 года входит в состав Юго-Западного фронта, который участвует в боевых действиях при контрнаступлении под Сталинградом.
Вскоре Гульмамад получает назначение на новую воинскую должность — командира взвода разведки в танковом подразделении 49-й мехбригады, которая с апреля 1943 года будет в составе 6-го гвардейского механизированного корпуса 4-й танковой армии и будет участвовать в боях на Курской дуге в июле-августе 1943 года:
В боях на Курской дуге во всем величии проявились беззаветный героизм и стойкость советских воинов, высокая боевая выучка наших войск. Участвовали в этих боях и сыны Таджикистана — А. Якубов, В. Слезин, П. Вразовский, Х. Хасанов, А. Каххори, А. Хусанов, Г. Гулямшоев….
После неудавшегося наступления части вермахта под мощными ударами РККА отступали на запад, их преследовали советские танки, в боевых порядках которых участвовал Г. Гулямшаев; враг пытался оказывать сопротивление, оставляя сильные заслоны, а иногда закреплялся на заранее оборудованных позициях:

«…на одном из участков наступление приостановилось. Враг упорно оборонялся. Нужны были данные о его дислокации, резервах, а это мог дать только „язык“. <…> захват поручили взводу Гулямшоева. <…> командир отобрал группу надежных бойцов, <…> они изучили подходы к вражеским позициям, отработали взаимодействие, сигналы. <…> чтобы переправиться через речку, нужен был плот. Изготовить его поручили бойцу Филимонову. Тот, недолго думая, начал рубить дерево. Гулямшоев остановил его. — Зачем оголять землю, если в том нет нужды. Вон сколько бревен и досок, — указал офицер на развалину блиндажа <…> вечером Гулямшаев рассказывал бойцам, как на его родине (на Памире) оберегают зелень. Срубить дерево — значит окружить себя ненавистью односельчан. <…> дерево, <…> главное — оно украшает нашу жизнь… В полночь бойцы отправились на задание. <…> чтобы не обнаружить себя, им пришлось ползти по-пластунски, <…> наконец, и проволочное заграждение. Саперы быстро проделали проход. Гульмамад с группой обеспечения занял позицию, <…> А группа захвата, миновав проволочное заграждение, <…> вдоль передней траншеи прохаживается один часовой. <…> сержант Б. Шепилов железной хваткой сдавил его горло и сбил с ног. А Филимонов воткнул кляп фашисту в рот. Разведчики связали „языка“, вытащили за колючую проволоку <…> Враг, обнаружив исчезновение часового, открыл огонь. <…> с „языком“ были уже у своих. Пленный ефрейтор дал ценные показания. Используя их, командование направило в обход вражеской обороны танки и с тыла разгромило группировку врага. И так бывало не раз. Гулямшоев со своими разведчиками часто ходил в тыл противника, приводил „языков“, добывал ценную информацию. …Осень на Украине вступила в свои права. От проливных дождей дороги развезло. <…> Тяжело в пехоте. Только танки наступают врагу на „пятки“. На пути наших войск разрушенные города и села. Враг, отступая, в слепой ярости уничтожает все. — Много я читал книг о зверствах Чингисхана, Батыя и других завоевателей… Но то, что делают фашисты, — уму непостижимо, — не раз говаривал лейтенант своим бойцам. Воины любили своего отважного, справедливого командира. <…> радовались, когда за бои на Курской дуге он был награжден орденом Красного знамени».— .
Гулямшаев Гульмамад принимал активное участие в тяжёлых боях за освобождение городов Болхова (в июле) и Орла (в августе 1943 года) в Орловской наступательной операции под кодовым наименованием «Кутузов» в составе 4-й танковой армии (в нижеприведённом источнике также отмечается, что Гулямшаев в ходе этой операции также принимал участие при освобождение города Волхова). Здесь же в августе 1943 года Гульмамад Гулямшаев вступает в ряды ВКП(б):

«В связи с освобождением городов Орел и Белгород в Москве 5 августа 1943 года был произведен первый в истории Великой Отечественной войны артиллерийский салют в честь доблестных воинов Брянского, Западного, Центрального, Степного и Воронежского фронтов. С тех пор торжественные салюты в честь наших побед стали традицией до конца войны»— 
.
В дальнейшем Г. Гулямшаев проходил службу в рядах 1-го Украинского фронта в составе своей 49-й механизированной бригады 6-го гвардейского механизированного корпуса 4-й танковой армии, где танкисты во взаимодействии с другими частями фронта в ходе Проскуровско-Черновицкой наступательной операции участвовали в освобождении городов Скалат и Каменец-Подольский (21 и 26 марта 1944 года).
В ходе этого наступления его разведывательная рота обеспечивала командование необходимой информацией, «языками» и сама участвовала в столкновениях с фашистами. Под командованием Г. Гулямшаева разведчиками была подожжена большая немецкая колонна автомашин с боеприпасами, направляющаяся в Каменец-Подольский. Гвардии лейтенант Гульмамад Гулямшаев был награждён орденом «Красной Звезды».
По результатам этого сражения 49-я механизированная бригада, где служил Гулмамад, получила почётное наименование «Каменец-Подольская»:

«26 марта 1944 года город (Каменец-Подольский) был освобождён, и 49‑я механизированная бригада получила почётное наименование „Каменец-Подольской“, и в этот 1009‑й день войны войска 2‑го Украинского фронта вышли на реке Прут на государственную границу СССР с Румынией. С этого дня Красная Армия приступила к выполнению своей исторической миссии — освобождению народов Юго-Восточной и Южной Европы от гитлеровских оккупантов».— 
Рота разведки Гулямшаева в составе частей и соединений 4-й танковой армии в июле 1944 г. участвовала в Львовско-Сандомирской стратегической наступательной операции в боях за освобождение города Львова. 4-я танковая армия, умело маневрируя, обходила крупные узлы обороны фашистов, уничтожала мелкие группы противника, упорно продвигалась к Львову с юга. Их глазами и ушами были разведчики роты Гульмамада Гулямшаева, безупречно выполнявшие задачи командования:
Старшие командиры, ставя задание на разведку, напутствовали Гулямшаева: — Надеемся на тебя, памирец, уверены....
В конце июля 1944-го город Львов был освобождён от немецких фашистов, после чего Красная армия развила боевые действия на территории Силезии, создав условия для полного освобождения Польши.

#### Освобождение Польши
Очередное задание гвардии лейтенанту Гулямшаеву было дано на территории Польши. Войска СССР при форсировании реки Сан остановились, немецкие войска в этот период занимали господствующую высоту, простреливая все подходы к ней. Левый склон реки ограничивался топкими болотами, а правый — огромным лесным массивом, где сконцентрировались советские танки. Необходимо было выявить огневую систему фашистов, подавить её, оттеснить немцев с высоты и предоставить возможность советским войскам развить наступление на г. Санок, занимавший в обороне противника важное стратегическое положение:

«По холмистой местности, то взбираясь на гребни высоток, то спускаясь в лощины, шёл наш бронетранспортёр. Немцы открыли по нему необузданный огонь, чего и ждал Гулямшаев. Он засекал огневые точки фашистов и наносил их на карту. Это был рискованный поединок с отлично замаскированным врагом. Сержант Зазуля мастерски вёл боевую машину: она то замирала на месте, то неожиданно скатывалась в лощину, лавировала между разрывами мин и снарядов. В скором времени у командования была точная схема огневых средств немцев. Однако атака нашего стрелкового батальона, поддержанного танками и артиллерией, успеха не имела: противник слишком основательно укрепился.
В полночь разведчики покинули землянку, бесшумно двигаясь по дну оврага. Дозоры, следовавшие справа и слева от основной группы, докладывали Гулямшаеву: всё спокойно, враг не обнаружен — и скрытно вышли в тыл фашистов. У опушки леса бойцы обнаружили замаскированные батареи, и вдруг в нескольких шагах от Гулямшаева из темноты показался человек. Увидев офицера, тот сразу не разобрался, кто это — свой или чужой. Разведчик опередил и выстрелил первым: выпустив автомат из рук, фашист упал. Грянул дружный огонь разведроты, уничтожающей артиллерию врага. Засевшие на высоте всполошились, у них в тылу шёл бой — немцы решили, что их окружают. Они спешно начали покидать окопы и отходить, высота была взята. Танкисты с пехотой на броне стремительно устремились в прорыв на Санок».— 

#### Боевые действия у Острува
В январе 1945 года длились ожесточённые бои в районе города Острува, шёл часто снег, на дорогах была непролазная грязь. Тыловое обеспечение войск отставало, останавливались танки, но несмотря ни на что, наступление продвигалось. Пришёл приказ разведывательной роте пройти в тыл врага и разведать дороги, по которым им подбрасывали резервы. Гулямшаев, получив в распоряжение «тридцатьчетверку» и бронетранспортёр с девятью бойцами, двинулся в дорогу. Сплошной обороны у противника не было, разведчики без труда выходили в тыл врага. В целях лучшего обозрения пространства Гулямшаев пристраивается на броне танка:
Гусак, командир танка, не раз кричал Гульмамаду: — Смотри не замерзни, южанин! — Давай вперед, — отвечал командир роты. — И на Памире морозы бывают! .
В ночное время, когда наступала густая темнота, боевые машины разведчиков подошли к маленькой деревушке по просёлочной дороге, сливавшейся с основной дорогой, по которой перебрасывались подкрепления фашистским войскам, оборонявшимся в г. Острув.
Спрыгнув с танка, Гульмамад прислушался — доносился гул моторов, колонна противника приближалась к месту пересечения дорог. Впереди колонны шёл бронетранспортёр, пропустив пешую колонну. Гулямшаев карманным фонарём просигналил В. Гусаку, тот завёл мотор танка «Т-34» и врезался в колонну немцев, расстреливая их из пулемёта и давя гусеницами. В поддержку дружно подключились бойцы с бронетранспортёра, и немецкий батальон, двигавшийся на подмогу Острувскому гарнизону, был уничтожен.
Вот как были описаны факты, изложенные командованием в представлении к награждению о боевых подвигах гвардии старшего лейтенанта Гулямшаева Гульмамада:

«В наступательных боях в январе-феврале 1945 года на 1-м Украинском фронте умело и мужественно руководил разведывательной ротой, непрерывно вел разведку противника, вскрывал его группировки, противостоящие бригаде, личным наблюдением и захватом пленных давал ценные сведения командованию о противнике, благодаря чему не было ни одного случая внезапного нападения противника и части бригады успешно продвигались вперед.
Лично руководя разведгруппами, неоднократно принимал бой с передовыми подразделениями противника, нанося им большой урон в живой силе и технике.
15.1.45 года, руководя разведдозором в районе с. ДЬМИНЬ /район гор. КЕЛЬЦЕ/, разведкой боем установил группировку противника, уничтожив при этом 30 солдат и офицеров противника, и 10 — взял в плен, в том числе майора, который дал ценные сведения.
16.1.45 года, находясь в засаде с 6-ю танками, 4-я 76 мм орудиями и 1-м бронетранспортером в районе д. МНЮВ, Келецкого воеводства, лично с 7-ю разведчиками находясь в разведке в направлении д. ГУМЛЕР, обнаружил колонну противника, пытавшуюся прорваться из района КЕЛЬЦЕ в северо-западном направлении и, возглавив руководство засадой, завязал бой, в результате которого уничтожил 5 самоходных орудий, 3 бронетранспортера, 15 автомашин, более 100 солдат и офицеров противника, захватил 30 пленных.
23.1.45 года в бою зап. гор. ОСТРУВ /Польша/, находясь в разведдозоре, в составе 2-х танков с десантом автоматчиков, 1 бронетранспортера, 1-й бронемашины, внезапным налетом на колонну противника создал панику, уничтожив при этом более 150 офицеров и солдат противника, более 30 автомашин, 8 бронетранспортеров; захвачено 20 пленных, противник оставил более 50 автомашин с грузами и боеприпасами. Благодаря успешным действиям разведдозора, части бригады успешно пошли вперед и заняли гор. ОСТРУВ. В этом бою тов. ГУЛЯМШАЕВ, несмотря на полученное серьёзное ранение, категорически отказался от эвакуации, продолжал руководить боем.
За систематическую разведку противника, вскрытие группировок и их намерений, …».— 
В подтверждение оценки событий выше имеется фотодокумент из архива рассекреченных документов Красной Армии за период Великой Отечественной войны: «Приказ по 6 Гвардейскому Механизированному Львовскому Краснознаменному Корпусу 4 Танковой Армии 1-го Украинского Фронта № 09 от 1 марта 1945 года …Орденом „Отечественной войны I степени“ …строка 1. Гвардии старшего лейтенанта ГУЛЯМШАЕВА Гульмамад. …Командира разведывательной роты 49 механизированной Каменец-Подольской ордена Богдана Хмельницкого бригады» (см. «Наградной документ Дата рождения: 1909 Место призыва: Сталинабадский ГВК, Таджикская ССР, Сталинабадская обл., г. Сталинабад Дата поступления на службу: 1941 Воинское звание: гв. ст. лейтенант Воинская часть: 49 мбр 6 гв. мк 4 ТА 1 УкрФ Даты подвига: 15.01.1945, 16.01.1945, 23.01.1945 Наименование награды: Орден Отечественной войны I степени. Приказ подразделения №: 9 от: 01.03.1945 Издан: 6 гв. мк 4 ТА 1 Украинского фронта» (Фонд 33. Опись 690306. Дело ист. информации 1775).

#### Участие в Нижнесилезской операции
Активно участвовал в ходе Нижнесилезской операции в составе 49-й бригады 4 танковой армии 1-го Украинского фронта в феврале 1945 года. В ходе развития этой операции был нанесён сильный удар с Одерского плацдарма по г. Котбусу, прорваны долговременные укрепления и окружены крупные гарнизоны противника, разгромлен город-крепость Глогау — к 1 апреля 1945 года были ликвидированы около 18 тысяч человек. Захвачен город-крепость Лигниц. 4 апреля 1945 года 49-й мехбригаде, в которой проходил службу гвардии старший лейтенант Гулямшаев Гульмамад, был присвоен новый номер — 35-я гвардейская механизированная Каменец-Подольская орденов Богдана Хмельницкого и Кутузова бригада.
С выходом 4-й танковой армии к 24 февраля 1945 года на реке Нейсе на одну линию с войсками 1-го Белорусского фронта были заняты выгодные позиции для нанесения завершающего удара по столице противника и охватывающего положения по отношению к верхнесилезской (оппельнской) группировке противника, ликвидированной в ходе Верхнесилезской операции. 4‑я танковая армия, в которой состоял Гульмамад, была 17 марта 1945 года преобразована в 4-ю гвардейскую танковую армию.
Рота разведчиков Гулямшаева непрерывно находилась на боевых заданиях, целые сутки отдельные её группы и взводы разведчиков проникали в тыл фашистов, наводили штурмовую авиацию для уничтожения огневых средств и живой силы врага на переднем крае. Корректировали огонь артиллерии и бомбардировочную авиацию.
Свидетельством боевых заслуг Гулямшаева Гульмамада в Нижнесилезской операции является содержание рассекреченного документа из архива Красной армии и Военно-морского флота: «Приказ войскам 4‑й танковой армии от 14 марта 1945 года, за № 0106/н От имени Президиума Верховного Совета Союза ССР, за образцовое выполнение боевых заданий командования на фронте борьбы с немецкими захватчиками и проявление при этом доблесть и мужество — НАГРАЖДАЮ: Орденом Красного Знамени <…> 4. Гвардии старшего лейтенанта ГУЛЯМШАЕВА Гульмамада <…> Командир разведывательной роты 49 Механизированной Каменец-Подольской ордена СУВОРОВА и Богдана Хмельницкого бригады» (дата совершённого подвига —— 14.02.1945-15.02.1945)".
Текст наградного листа с описанием боевого подвига Гульмамада Гулямшаева от 21 февраля 1945 года, подписанный гвардии полковником Н. Я. Селиванчиком, представившего его к званию Героя Советского Союза (сохранена оригинальная орфография):
НАГРАДНОЙ ЛИСТ
1.	Фамилия, имя и отчество — ГУЛЯМШАЕВ Гуль Мамат.
2.	Звание — гвардии старший лейтенант. 3. Должность, часть — командир Разведроты бригады, 49-й Механизированной Каменец-Подольской ордена Богдана Хмельницкого бригады, 6-го Гвардейского Механизированного Львовского Краснознаменного Корпуса, 4-й Танковой Армии, 1-го Украинского фронта.
Представляется к званию ГЕРОЯ СОВЕТСКОГО СОЮЗА.
4.	Год рождения — 1909. 5. Национальность — таджик. 6. Партийность — член ВКП/б/ с 1943 года.
7. Участие в гражданской войне, последующих боевых действиях по защите СССР и Отечественной войне /где, когда/ — Брянский фронт с 27 июля 1943 года по 26 августа 1943 года; 1-й Украинский фронт с 4 марта 1944 года.
8. Имеет ли ранения и контузии в Отечественной войне — легкое 23 января 1945 года.
9. С какого времени в Красной Армии — с 10 декабря 1941 года.
10. Каким РВК призван — Центральный РВК, г. Сталинабат.
11. Чем ранее награждён /число, месяц/ — орден «Красная Звезда» 4 апреля 1944 года. (от руки вписан орден: «Отечественной I ст. от 1.3.45 г.»)
12. Постоянный домашний адрес представляемого к награждению и адрес его семьи — (вырезан).
Краткое, конкретное изложение личного боевого подвига или заслуг.
Имея задачу разведать, скрытно подойти и захватить железобетонный мост через реку Нейсе, западное 0,5 км м. Меркесдорф, группа разведчиков в 9 человек под командой старшего лейтенанта Гулямшаева, с отделением сапер /9 человек/, в ночь с 14 на 15 февраля 1945 года, с опроса русских установила: что мост через реку Нейсе был минирован противником 2 недели тому назад и находился под охраной 30 человек автоматчиков с «фаустпатронами» и одним пулеметом. Личным наблюдением также было выявлено, что в основном охрана моста находилась на противоположном берегу, обеспечивая объект патрулями и часовыми со средствами связи, что затрудняло скрытность подхода и внезапность захвата.
Смелой и стремительной атакой группы разведчиков и сапер мост был захвачен на столько внезапно для противника, что последний не имел возможность что-либо предпринять к взрыву или дать сигнал.
В результате смелых и решительных действий разведгруппы под командой старшего лейтенанта Гулямшаева, мост был захвачен без потерь, что и обеспечило частям корпуса беспрепятственно форсировать реку и занять плацдарм на противоположном берегу реки Нейсе.
При разминировании моста было извлечено до 3.200 кг ВВ, и захвачена подрывная машинка.
Достоин присвоения звания ГЕРОЯ СОВЕТСКОГО СОЮЗА.
КОМАНДИР 49 МЕХАНИЗИРОВАННОЙ КАМЕНЕЦ-ПОДОЛЬСКОЙ ОРДЕНА БОГДАНА ХМЕЛЬНИЦКОГО БРИГАДЫ
ГВАРДИИ ПОЛКОВНИК — (подпись) /СЕЛИВАНЧИК/ (круглая печать)
21 февраля 1945 года. 
На линии 1-го Украинского фронта 17 апреля 1945 г. на запад по узкому проходу, пробитому частями 3‑й, 5‑й и 13‑й гвардейских армий, в ход пустили 3-ю и 4-ю гвардейские танковые армии. В конце апреля 1945 года разведывательная рота Гулямшаева в боевых порядках 4-й гвардейской танковой армии подошла к Цоссенскому оборонительному рубежу, прикрывавшему подходы к столице Германии — Берлину. Завязались ожесточенные бои, Гульмамад, дважды раненный в ходе боевых действий, несмотря ни на что оставался в строю. При этом участвовал в боях при штурме Берлина и за освобождение Чехословакии и её столицы Праги. В ходе Пражской наступательной операции, были ликвидированы группы армий «Центр» и часть сил группы армий «Юг».
Участие в Великой Отечественной войне Гульмамад Гулямшаев завершил на территории Чехословакии:
Одним из тех советских воинов, которые с танковыми армиями поспешили в Прагу из-под Берлина, был и Гульмамад Гулямшаев. День Победы он (посланец Памира) встретил в чехословацком селе Рахувник (недалеко от Карловых Вар) .

### Послевоенное время
По окончании Великой Отечественной войны и завершении службы в Красной армии вышел в отставку 5 февраля 1946 года в звании капитана, после чего вернулся на малую родину на Памир, где трудился на мирном поприще. В Хороге он работал на прежнем месте — заведующим областного отдела народного образования, затем секретарём Исполнительного комитета Горно-Бадахшанского областного Совета депутатов трудящихся ГБАО (1946—1951.
С 1951 года работал в Управлении делами Совета Министров Таджикской ССР, в 1959 году избирался депутатом Верховного Совета Таджикской ССР (5-го созыва, 1959—1962 гг.).
В 1962 году в связи с ухудшением состояния здоровья вышел на пенсию, имел статус персонального пенсионера.
Его плодотворная трудовая деятельность была отмечена государственной наградой Советского Союза орденом «Знак почёта». Полученная им правительственная награда за трудовые заслуги — подлинное свидетельство того, что и в мирные дни он, храбрый воин, всегда шёл впереди:
Гулямшоева уже нет в живых. Но возле дома, где он жил, серебрятся тополя. Их вырастил бывший танкист-разведчик. И каждый тополь носит имя одного из близких ему товарищей, погибших в боях с немецкими захватчиками.

## Общественная деятельность
Избирался:
- депутатом Хорогского городского Совета депутатов трудящихся ГБАО[7],
- депутатом областного Совета трудящихся ГБАО[4][7],
- депутатом Верховного Совета Таджикской ССР (5-го созыва, 1959—1962 гг.)[1][4],
- член КПСС с 1943 г.[1][27],
- член Душанбинской секции Советского Комитета ветеранов Войны[1][4][7][27].

## Награды
- орден Отечественной войны I степени (1945)[к. 11],
- два ордена Красной Звезды[к. 12][6],
- два ордена Красного Знамени (1943, 1945)[к. 13][6],
- орден «Знак почёта»[1][13],
- медаль «За победу над Германией в Великой Отечественной войне 1941—1945 гг.» (1945)[к. 14][6],
- медаль «За взятие Берлина» (1945)[к. 15][6],
- медаль «За освобождение Праги» (1945)[к. 16][6],
- медаль «Двадцать лет Победы в Великой Отечественной войне 1941—1945 гг.» (1965)[13],
- медаль «50 лет Вооружённых Сил СССР» (1970)[13],
- Грамота Президиума Верховного Совета Таджикской ССР[13],
- Записи из проекта Дороги Памяти: «…За захват, с группой разведчиков стратегически важного моста (через реку Нейсе), что обеспечило дальнейшее продвижение войск, представлялся к званию Героя Советского Союза»[1][2][3][4][5][6][13][28]

## Семья
- Отец — Ашурмамадов Гулямшо (18??—19??) — был председателем Хорогского ревкома в 1920‑е годы после победы советской власти на Памире.
- Мать — Шамирова Назарбахт (18??—194?) — работала в колхозе имени Сталина в Хороге, была передовицей производства, председателем производственного совета женщин «Женсовета» в 1930—1940 гг., родом из афганского Бадахшана.
- Братья — Гулямшоевы: Нурмамад (1895—19??)[29], Дустмамад, Ашурмамад, Нисормамад, Одинамамад (1899—1957), Бекмамад, Гульмамад, Ёрмамад (1914—19??), Назримамад.
- Сестры — Захробегим и Тазарф (1915—1973, первая акушерка в ГБАО на Памире).

Двоюродные братья:
- Додихудоев Кадамшо (1902—1973) — красногвардеец (с 1918), служил в рядах РККА в Хорогском погранотряде, в отряде Т. М. Дьякова в особом отделе военной контрразведки Памирского отряда ВЧК (с 1920), в РКМ (с 1923), зав. хозотделом ГБАО (с 1929), участник разгрома басмачества по направлению Дарваз, Язгулям, Ванч, Калаи-Хумб и на Восточном Памире (1920—1929), председатель Шугнанского райисполкома (1930—1932), 1-й секретарь Бартангского райкома ВКП(б) (1932—1933), в сентябре 1937 арестован, по 1938 год включительно не работал, был исключён из рядов ВКП(б), с 1939 в течение 7 лет был беспартийным председателем колхоза им. Сталина в Хороге[30].
- Амдинов Меретдин (1905—1938) — советский таджикский политический и государственный деятель, председатель Исполнительного комитета Областного Совета ГБАО (1934—1937), одновременно зам. председателя Совета национальностей Верховного Совета СССР (1936—1937)[31] и его братья.
- Одинаев Сабзали (1908—1993) — участник Великой Отечественной войны в 1942—1945 гг., кавалер орденов Отечественной войны I степени, Отечественной войны II степени, Красной Звезды[32].
- Ашурмамадов Ёрмамад (1919—2004) — актёр, драматург, Заслуженный деятель искусств Таджикской ССР (1966), директор Госмуздрамтеатра им. А. Рудаки в Хороге (1957—1976), директор областного историко-краеведческого музея ГБАО (1976—1979)[33].
- Первая супруга — Ёрасенова Муминамо (1914—2008) — родом была из афганского Бадахшана, в Хорог приехали с матерью, когда ей было 6 лет вместе с 3-мя сёстрами и братом. На афганской стороне осталась старшая замужняя сестра Марджон (тадж. Марҷон). В браке с 1931 года, с июля 1934 по 1941 год формально была в браке с Г. Гулямшаевым.
- Дочери:
  - Гульмамадова Озодамо (1932—1996) — выпускница Душанбинского Государственного педагогического института имени Шевченко (1957), работала лаборанткой, затем преподавателем, после старшим преподавателем психология данного вуза. С 1973 года старший преподаватель кафедры основ научного коммунизма вновь созданного Таджикского государственного института искусств. Муж Рустамов Фаромуз (1929—2001)[к. 17][34],
  - Гульмамадова Зебидамо (1935—2007) — работала наборщиком текста в типографии ГБАО (1953—1968), затем телефонисткой Хорогского городского узла связи ПТУС ГБАО (1968—1992)[1].
- 2-я супруга — Гулямшаева Клавдия Арсентьевна (191?—19??).
  - Сын Гулямшаев Амза Гульмамадович — работал главным инженером проекта в Институте «Таджикгипроводхоз» в 1970-е гг.[1][29][30][32][33][35].

### Комментарии
1. ↑  Демобилизовался Гульмамад Гулямшаев в звании капитана в связи с сокращением Красной Армии в 1946 году, в феврале 1946 года Красная Армия официально переименована в Советскую армию.
2. ↑  Территория нынешней Горно-Бадахшанской автономной области на востоке Таджикистана в начале XX века предоставляла собой в административном отношении Памирский район с правами уезда, находившийся в подчинении военного губернатора Ферганской области.
3. ↑  В 1897 году в состав области была окончательно включена территория Восточного Памира, состоявшая из двух волостей (Памирской и Оршорской) и управлявшаяся начальником Памирского отряда, его штаб-квартира дислоцировалась с 1891 года в Маргелане, с 1893 года на Памирском Посту (Мургаб), а с 1897 года в Хороге[12].
4. ↑  …Еще в 1922 г. при Хорогском посту был создан интернат для 15 учащихся, на содержание которых пограничники выделяли 5 % своего пайка. А в 1923 г. на Памире открылась первая советская школа для 50 учащихся. При школе был организован интернат для обучения и воспитания детей бедняков, <…> над которыми шефство взял Памирский пограничный отряд…[14].
5. ↑  В Хороге на средства, отчисляемые красноармейцами, был открыт интернат[12].
6. ↑  «Последнюю из них Совет народных комиссаров Таджикской ССР сформировал в августе 1941 года. В ряды 104‑й дивизии вступали трудящиеся добровольцы республики — позже она участвовала в обороне городов-героев Москвы и Сталинграда»[1].
7. ↑  „…Каменец-Подольский был важной опорной точкой в обороне фашистов на Днестре. 11 марта 1944 года Ставка уточнила задачу 1‑му Украинскому фронту — нужно было главными силами с ходу форсировать реку Днестр, овладеть Черновцами и выйти на государственную границу СССР. Левое крыло… должно было наступать на Каменец-Подольский“[1].
8. ↑  «…рассекреченный документ из архива Красной армии и Военно-морского флота. …Приказ по 49‑й механизированной Каменец-Подольской бригаде 6‑го гвардейского механизированного Краснознаменного корпуса 1‑го Украинского фронта от 6 мая 1944 года, № 08/н» …Орденом “Красная Звезда” …стр. 2. Гвардии лейтенанта ГУЛЯМШАЕВА Гульмамад …Командира разведывательной роты»[1].
9. ↑  Присвоено приказом Верховного главнокомандующего за № 078 от 3 апреля 1944 г.
10. ↑  Вся Силезия с 1938 по 1939 год была под властью фашистской Германии.
11. ↑  «Гулямшаев Гульмамад. Наградной документ. Дата рождения: 1909. Место призыва: Сталинабадский ГВК, Таджикская ССР, Сталинабадская обл., г. Сталинабад. Дата поступления на службу: 1941. Воинское звание: гв. ст. лейтенант. Воинская часть: 49 мбр 6 гв. мк 4 ТА 1 УкрФ. Даты подвига: 15.01.1945, 16.01.1945, 23.01.1945. Наименование награды: Орден Отечественной войны I степени. Приказ подразделения №: 9 от: 01.03.1945 издан: 6 гв. мк 4 ТА 1 Украинского фронта. Информация об архиве — Архив: ЦАМО. Фонд ист. информации: 33. Опись ист. информации: 690306. Дело ист. информации: 1775. Строка в наградном списке, страница 1 из 230. Строка 1-я: Гвардии старшего лейтенанта ГУЛЯМШАЕВА Гульмамад. Командира разведывательной роты 49 механизированной Каменец-Подольской ордена Богдана Хмельницкого бригады»[28].
12. ↑  Приказ подразделения № 08/н от 06.05.1944, издан: 49 мехбр 6 гв. мк 1 Украинского фронта. Архив: ЦАМО Картотека награждений. Расположение документа: шкаф 24, ящик 20. Рассекречено в соответствии с приказом Министра обороны РФ от 8 мая 2007 года № 181 «О рассекречивании архивных документов Красной Армии и Военно-Морского Флота за период Великой Отечественной войны 1941—1945 годов» (с изменениями на 30 мая 2009 года).
13. ↑  Гулямшаев Гульмамад Наградной документ. Дата рождения: 1909. Воинское звание: гв. ст. лейтенант. Наградил: 4 ТА. Наименование награды: Орден Красного Знамени. Номер документа: 0106/н. Дата документа: 14.03.1945. Архив: ЦАМО картотека награждений. Расположение документа: шкаф 24, ящик 20 Архивная копия от 28 мая 2022 на Wayback Machine.
14. ↑  Гулямшаев Гульмамад Наградной документ Дата рождения: 1909 Воинское звание гв. ст. лейтенант, наградил Президиум ВС СССР. Наименование награды: Медаль «За победу над Германией в Великой Отечественной войне 1941—1945 гг.». Дата документа 09.05.1945. Информация об архиве — Архив: ЦАМО картотека награждений. Расположение документа: шкаф 24, ящик 20.
15. ↑  Гулямшаев Гульмамад. Наградной документ, дата рождения 1909 г. Воинское звание гв. ст. лейтенант, наградил Президиум ВС СССР. Наименование награды Медаль «За взятие Берлина». Дата документа 09.06.1945. Информация об архиве — Архив: ЦАМО картотека награждений. Расположение документа: шкаф 24, ящик 20.
16. ↑  Гулямшаев Гульмамад Наградной документ Дата рождения: 1909 Воинское звание: гв. ст. лейтенант Кто наградил: Президиум ВС СССР Наименование награды: Медаль «За освобождение Праги» Дата документа: 09.06.1945 Информация об архиве — Архив: ЦАМО Картотека: Картотека награждений Расположение документа: шкаф 24, ящик 20.
17. ↑  Выпускник факультета филологии Душанбинского Госпединститута (1951), преподаватель таджикского языка и литературы Хорогского педучилища (1951—1954), затем заведующий кабинетом таджикского языка Душанбинского госпединститута (1954—1957), с 1967 года старший преподаватель кафедры философии ТГУ им. Ленина .